# Mike DiRubbo
Mike DiRubbo (* 25. Juli 1970 in New Haven, Connecticut) ist ein US-amerikanischer Jazzmusiker (Altsaxophon, Komposition) des Modern Jazz.

## Leben und Wirken
Mike DiRubbo spielte zunächst Klarinette, bevor er mit zwölf Jahren zum Altsaxophon wechselte, das er zunächst als Autodidakt lernte. Während seiner Zeit auf der Highschool hatte er Gelegenheit, bei einem Konzert des Duos Dwike Mitchell/Willie Ruff mitzuspielen, was ihn dazu bewog, Jazzmusiker zu werden. Von 1988 bis zum Bachelorabschluss 1992 studierte er im Jazzstudiengang der Hartt School an der University of Hartford, wo er von Jackie McLean, Hotep Galeta, Peter Woodard, Nat Reeves und Rick Rozie unterrichtet wurde; Antoine Roney, Abraham Burton sowie Winard und Philip Harper waren seine Kommilitonen. Er zog 1997 nach New York City, wo er seitdem als Musiker, Bandleader und Musikpädagoge arbeitet.
Rubbo spielte u. a. mit Tony Reedus, Larry Willis, Eddie Henderson, Clarence Gatemouth Brown, Dwayne Burno, Peter Washington, Carl Allen, John Hicks und Cecil Payne. Unter eigenem Namen legte er bislang (2019) sieben Alben vor. Stilistisch ist DiRubbo als Saxophonist von Jackie McLean, Benny Carter, Johnny Hodges und Charlie Parker beeinflusst. Im Bereich des Jazz war er zwischen 1994 und 2017 an 34 Aufnahmesessions beteiligt, u. a. auch mit  Jim Rotondi, Brian Charette, Mario Pavone, Joe Magnarelli und Tom Tallitsch. DiRubbo ist mit der Saxophonistin Lauren Sevian verheiratet.

## Diskographische Hinweise
- From the Inside Out (SharoNine, 1994), mit Steve Davis, Bruce Barth, Nat Reeves, Carl Allen
- Keep Steppin’ (Criss Cross Jazz, 2001), mit Jim Rotondi, Mike LeDonne, Dwayne Burno, Joe Farnsworth
- Human Spirit (Criss Cross, 2002), mit Jim Rotondi, David Hazeltine, Peter Washington, Joe Farnsworth
- New York Accent (CellarLive, 2006), mit Harold Mabern, Dwayne Burno, Tony Reedus
- Repercussion (PosiTone, 2006), mit Steve Nelson, Dwayne Burno, Tony Reedus
- Chronos (PosiTone, 2010), mit Brian Charette, Rudy Royston
- Mike DiRubbo and Larry Willis: Four Hands One Heart (Ksanti, 2011)
- Threshold (Ksanti, 3), mit Josh Evans, Brian Charette, Ugonna Okegwo, Rudy Royston
- Live at Smalls (SmallsLive, 2017), mit Brian Charette, Ugonna Okegwo, Jongkuk Kim
- Inner Light (Truth Revolution Records, 2023), mit Brian Charette, Jongkuk Kim, Andrew Renfroe